# Karl Fredenhagen
Karl Hermann Heinrich Philipp Fredenhagen (* 11. Mai 1877 in Loitz; † 4. April 1949 in Greifswald) war ein deutscher Physikochemiker.

## Leben
Karl Fredenhagen war der Sohn des Kaufmanns und Senators August Fredenhagen und dessen Frau Caroline geborene Schultz. Sein Enkel ist der theoretische (mathematische) Physiker Klaus Fredenhagen und seine Urenkel sind ebenfalls Professoren: Stefan Fredenhagen arbeitet in der mathematischen Physik der Universität Wien und Martin Weissenborn in der Bioorganischen Chemie an der Martin-Luther-Universität Halle-Wittenberg.
Karl Fredenhagen studierte an den Universitäten Hannover, Darmstadt, Leipzig und Göttingen. In Göttingen wurde er 1901 bei Walther Nernst mit einer Arbeit Zur Theorie der Oxydations- und Reduktionsketten promoviert und arbeitete anschließend als Assistent bei H. Th. Simon. Später war er als Assistent bei Wilhelm Ostwald und Theodor des Coudres in Leipzig tätig. Dort habilitierte er 1906 für die Physikalische Chemie. Im Jahr darauf erhielt er die Lehrberechtigung für Physik. 1923 bezog er den Lehrstuhl für Physikalische Chemie der Universität Greifswald, den er bis 1945 innehatte.
Forschungsschwerpunkte Fredenhagens waren die Ursachen der Löslichkeit und der elektrolytischen Dissoziation in flüssigen Lösungen. Er führte erfolgreiche Experimentaluntersuchungen über Eigenschaften des Gelösten in wässrigen und nichtwässrigen Lösungsmitteln durch und sah abweichend von vielen seiner Kollegen die Löslichkeit als mehr chemisches und weniger als physikalisches Problem an. Bei den nichtwässrigen Lösungsmitteln widmete er sich besonders dem Fluorwasserstoff. 1928 meldete er ein „Verfahren zur elektrolytischen Gewinnung von Fluor“ zum Patent an. Die von ihm ausgearbeitete Zusammenfassung seiner Theorie der Zweistoffsysteme wurde 1950 postum veröffentlicht. Weiterhin ist er einer der Entdecker von KC8.

## Schriften
- Grundlagen für den Aufbau einer Theorie der Zweistoffsysteme. Mit einer biographischen Einleitung von Kurt Wiechert. Akademie-Verlag, Berlin 1950.